# طواحین
الطواحین (به عربی: الطواحین) یک منطقهٔ مسکونی در سوریه است که در استان طرطوس واقع شده‌است. الطواحین ۲٬۲۳۸ نفر جمعیت دارد.